# Han Kwang Bok
Han Kwang Bok (kor. 한광복, ur. 18 marca 1946) – północnokoreańska polityk, była minister przemysłu elektronicznego i wicepremier KRLD. Ze względu na przynależność do najważniejszych gremiów politycznych Korei Północnej, uznawana za członkinię elity władzy KRLD. Jedna z niewielu kobiet (między innymi obok Kim Kyŏng Hŭi, Kim Rak Hŭi czy Kim Kyŏng Ok), pełniących najwyższe funkcje w aparacie władzy Korei Północnej.

## Kariera
Han Kwang Bok urodziła się 18 marca 1946 roku. Absolwentka Politechniki im. Kim Ch'aeka w Pjongjangu. Jej nazwisko można przetłumaczyć jako „Niepodległa Korea” („한”, zapisywane za pomocą chińskiego znaku 韓 oznacza „Korea”, zaś „광복” jako 光福 oznacza „niepodległość”).
Niewiele wiadomo na temat kariery urzędniczej i politycznej Han Kwang Bok przed 1990 rokiem, kiedy to w kwietniu została wicedyrektorką departamentu w Ministerstwie Przemysłu Maszynowego KRLD. W listopadzie 1990 przeszła do Ministerstwa Przemysłu Metalurgicznego, gdzie objęła stanowisko wiceministra. W lipcu 2005 wróciła do resortu przemysłu maszynowego, gdzie została także wiceministrem. Od kwietnia 2009 roku do 15 października 2012 minister przemysłu elektronicznego KRLD (poprzednik: O Su Yong, następca: Kim Jae Sŏng).
Deputowana Najwyższego Zgromadzenia Ludowego KRLD, parlamentu KRLD w X, XI (tj. od września 1998 do marca 2009 roku), a także w obecnej, XII kadencji, w którym objęła mandat po jednym ze zmarłych parlamentarzystów w czerwcu 2010 roku. Wtedy także została wicepremierem północnokoreańskiego rządu – funkcję tę pełni do dziś.
Podczas 3. Konferencji Partii Pracy Korei 28 września 2010 roku po raz pierwszy zasiadła w Komitecie Centralnym Partii Pracy Korei.
Po śmierci Kim Dzong Ila w grudniu 2011 roku, Han Kwang Bok znalazła się na wysokim, 36. miejscu w 233-osobowym Komitecie Żałobnym. Świadczyło to o formalnej i faktycznej przynależności Han Kwang Bok do grona ścisłego kierownictwa politycznego Koreańskiej Republiki Ludowo-Demokratycznej. Według specjalistów, miejsca na listach tego typu określały rangę polityka w hierarchii aparatu władzy.